# Il cavaliere senza paura (film 1925)
Il cavaliere senza paura è un film muto italiano del 1925 diretto da Giuseppe De Liguoro.